# Torremaggiore
Torremaggiore város (közigazgatásilag comune) Olaszország Puglia régiójában, Foggia megyében.

## Fekvése
A Tavoliere delle Puglién fekszik San Severo várostól nyugatra.

## Története
A régi város a Castel Fiorentino erődítmény körül alakult ki, melyet 1018-ban építettek a bizánciak. A normannok érkezésével Dél-Olaszországba a Szicíliai Királyság lett. A városban halt meg 1250. december 13-án II. Frigyes német-római császár, szicíliai király.
1255-ben a várost IV. Sándor pápa csapatai foglalták el, a lakosság nagy része pedig a közeli bencés kolostorba menekült. Később engedélyt kaptak új település alapítására, amelyet Codacchiónak neveztek el, majd további menekültek érkezésével átkeresztelték Terra Maiorisnak (jelentése Nagy Föld), mely napjaink városának magját képezi.
A középkorban a Sangro grófok birtoka volt. A város nagy része elpusztult az 1627-es földrengésben.
1925. augusztus 25-én épült meg Torremaggiore és San Severo között az első olaszországi villamosvonal.

## Népessége
A lakosság számának alakulása:

## Főbb látnivalói
- a hercegi kastély (Palazzo Ducale), mely az egykori normann erőd helyén épült, megőrizte reneszánsz jellemvonásait.
- a 13. századi San Nicola-templom
- 16. századi Santa Maria della Strada-templom
- 16. századi Madonna di Loreto-templom, melyet albán telepesek építettek
- a 17. századi Santa Maria degli Angeli-templom

## Testvérvárosok
- Canosa di Puglia, Olaszország (2003)
- Buffalo, USA (2004)
- Villafalletto, Olaszország (2009)